# Stenelmis crenata
Stenelmis crenata is een keversoort uit de familie beekkevers (Elmidae). De wetenschappelijke naam van de soort werd in 1824 gepubliceerd door Thomas Say.